# Вармахли
Вармахли (тат. Вәрмәкле) — деревня в Тобольском районе Тюменской области России, деревня входит в состав Лайтамакского сельского поселения.
Находится недалеко от реки Лайма, в 91 км от города Тобольска. Расположена в регионе Заболотье.
Дороги проселочные, грунтовые, деревня считается трудно доступной.
Местные жители западно-сибирские татары.
На территории деревни имеется подземный горячий источник с минеральной водой.
Телефонная связь не устойчива, электричество подается от дизельных генераторов.

## Инфраструктура
- Начальная школа

## Население
| 2010 |
| ---- |
| 65   |